# Raffaele Calabria
Raffaele Calabria (Lucera, 11 dicembre 1906 – Roma, 24 maggio 1982) è stato un arcivescovo cattolico italiano.

## Biografia
Nato a Lucera, completò gli studi presso la Pontificia Università Gregoriana conseguendo una laurea in teologia (materia che poi insegnò a Salerno), fu consacrato prima sacerdote il 16 marzo 1929 e poi, arcivescovo nel 1950. Svolse le sue funzioni prima a Otranto e poi all'arcidiocesi di Benevento dal 1960, quando l'arcivescovo Agostino Mancinelli chiese aiuto in quanto non riusciva più a sostenere il ritmo delle funzioni da celebrare.
Nominato dal 1965 visitatore apostolico per le province meridionali dei frati cappuccini, indagò anche sulla delicata vicenda di padre Pio da Pietrelcina, interrogando i frati e anche il frate stimmatizzato; alla Santa Sede, al termine della visita a San Giovanni Rotondo, riportò sul frate santo un giudizio positivo.
Durante il Concilio Vaticano II si schierò su posizioni conservatrici, opponendosi ai progressisti. Al termine di una conferenza fu protagonista di un animato dibattito con Yves Congar il teologo francese futuro cardinale, che accusò di modernismo.
A lui è dovuta la riapertura al culto del duomo di Benevento, la sistemazione dell'organo monumentale, i lavori sulla Via Crucis. Inoltre curava le attrezzature necessarie al tempio. Morì al policlinico Gemelli di Roma il 24 maggio 1982 all'età di 75 anni. Per sua volontà testamentaria gli vennero espiantate le cornee. Riposa nella cripta della cattedrale di Benevento.

## Genealogia episcopale
La genealogia episcopale è:
- Cardinale Scipione Rebiba
- Cardinale Giulio Antonio Santori
- Cardinale Girolamo Bernerio, O.P.
- Arcivescovo Galeazzo Sanvitale
- Cardinale Ludovico Ludovisi
- Cardinale Luigi Caetani
- Cardinale Ulderico Carpegna
- Cardinale Paluzzo Paluzzi Altieri degli Albertoni
- Papa Benedetto XIII
- Papa Benedetto XIV
- Cardinale Enrico Enriquez
- Arcivescovo Manuel Quintano Bonifaz
- Cardinale Buenaventura Córdoba Espinosa de la Cerda
- Cardinale Giuseppe Maria Doria Pamphilj
- Papa Pio VIII
- Papa Pio IX
- Cardinale Raffaele Monaco La Valletta
- Cardinale Serafino Cretoni
- Arcivescovo Carmelo Pujia
- Arcivescovo Demetrio Moscato
- Arcivescovo Raffaele Calabria